# Ян Міхал Розвадовський
Ян Мі́хал Розвадо́вський (пол. Jan Michał Rozwadowski; 7 грудня 1867 — 13 березня 1935) — видатний польський мовознавець, індоєвропеїст і славіст молодограматичного напряму, професор Краківського університету (з 1904), член (в 1925-28 президент) Польської Академії Наук, співзасновник та співредактор журналу «Rocznik sławistyczny» (з 1908) та «Język polski» (з 1913).
Праці з слов'янського мовознавства, в тому числі й про південно-білоруські й поліські дифтонги та про слов'янські назви річок (зокрема й північно-західної України) як джерело для визначення прабатьківщини слов'ян. Бібліографія праць у «Symbolae grammaticae in honorem I. Rozwadows'ki» 1, 1927, Kp. і «Wybór pism», 1-3, B. 1959-61.